# Савчук, Владислав Валерьевич
Владислав Валерьевич Савчук (1 ноября 1979, Киев) — украинский футболист, полузащитник.

## Биография
Воспитанник футбольной школы «Локомотив» (Киев). Во взрослом футболе дебютировал весной 1997 года в составе клуба «Полиграфтехника» в первой лиге Украины.
В 1998—1999 годах выступал в высшей лиге Белоруссии за «Торпедо-Кадино» (Могилёв), сыграл 31 матч и забил три гола. Первые голы забил 22 мая 1998 года в аннулированном позднее матче против «Динамо-93» (3:1), сделав «дубль».
В сезоне 2000/01 играл в первой лиге Украины за «Черкассы». Затем выступал в первом дивизионе России за «Томь», где провёл три неполных сезона. Весной 2004 года вернулся на Украину и в сезоне 2003/04 вместе с «Металлистом» стал серебряным призёром первой лиги. Осенью 2004 года играл в первой лиге за луганскую «Зарю», которая по итогам сезона стала бронзовым призёром первой лиги.
В начале 2005 года вернулся в «Металлист», в его составе дебютировал в высшей лиге Украины 1 марта 2005 года в матче против «Черноморца». Всего до конца сезона сыграл 6 матчей в высшей лиге.
Затем выступал в высшем дивизионе Молдавии за «Нистру» (Атаки), в первом дивизионе России за «Содовик», в первой лиге Украины за «Днепр» (Черкассы) и в одной из низших лиг Польши за «Котвица» (Колобжег). В составе «Нистру» выступал в еврокубках. В 30-летнем возрасте завершил профессиональную карьеру.
На любительском уровне выступал за «Диназ» (Вышгород) и «Колос» (Ковалёвка). В составе «Колоса» неоднократно становился чемпионом Киевской области, а в 2014 году — бронзовым призёром чемпионата Украины среди любителей. Входил в тренерский штаб «Колоса», оставался в нём и после завершения игровой карьеры и выхода клуба в профессиональный футбол. Также работал детским тренером в ДЮСШ «Арсенал» (Киев). Имеет тренерскую лицензию «В».